# Quarta Aliá
A Quarta Aliá (em hebraico: העלייה הרביעית; romaniz.: HaAliyah HaRevi'it') foi a quarta onda de migração de judeus para a região da Palestina. Ela durou de 1924 a 1928. Os imigrantes (olim) eram provenientes principalmente da Europa e da Ásia, e sustentavam uma ideologia de base sionista. 
Aliyà (em hebraico:  עליה: literalmente ‘ascensão') é a palavra utilizada para designar a imigração judia para a Terra de Israel, um dos preceitos desta religião.

## Antecedentes
A primeira grande onda migratória judaica moderna, conhecida como a Primeira Aliá começou em 1881, com 25.000 a 35.000 judeus que fugiam dos pogroms do Leste Europeu. Na Segunda Aliá (1904-1914), cerca de 40.000 judeus se estabeleceram na Palestina, incluindo os pioneiros socialistas que estabeleceram o movimento dos kibutz. Na Terceira Aliá (1904-1914), cerca de 35.000 judeus chegaram à Palestina.
Arthur Balfour, o secretário britânico de assuntos exteriores, em carta dirigida ao Lord Lionel Walter Rothschild expressou o seu desejo pelo estabelecimento de um lar nacional para o povo judeu na Palestina, no que ficou conhecido como a Declaração Balfour de 1917. Contudo, o Reino Unido, França e Rússia tinham planejado uma divisão do território no Acordo Sykes-Picot. Em 20 de março de 1920, os representantes  recusaram a Declaração de Balfour no Congresso Geral sírio, mas em abril de 1920, durante a Conferência de Paz de San Remo, Itália, os aliados dividiram os territórios: a Síria e o Líbano seriam administrados pela França e a Palestina pelo Reino Unido. Depois da Primeira Guerra Mundial teve início a Terceira Aliá.
Em 1922, a Liga de Nações outorgou ao Reino Unido o Mandato da Palestina sob termos similares aos da Declaração de Balfour.

## A quarta Aliá
Muitas das ondas migratórias daquele período surgiram em consequência do aumento do antissemitismo em toda Europa. Em 1924 a crise econômica de Israel acabou, o que coincidia com o início de uma restrição na quota de imigração para os Estados Unidos da América, imposta a partir de 1923. Com isso, o caráter e a composição da imigração à Terra de Israel mudou, pois os que até então eram pioneiros sionistas, se converteram em membros de classe média judia que se mudaram para as cidades em crescimento, criando pequenas e médias empresas além de indústrias leves. Estes períodos definem-se como ondas migratórias independentes.
Aproximadamente 80.000 imigrantes chegaram à Terra de Israel durante a quarta aliá, principalmente dos países da Europa do Leste. Metade dos imigrantes vinham da Polônia, devido às reformas econômicas de Władysław Grabski, e de outras partes da União de Repúblicas Socialistas Soviéticas (URSS), Romênia e Lituânia. Também 12 % dos imigrantes vieram da Ásia, principalmente de Iêmen e do Iraque. Alguns poucos imigrantes vinham do resto da Europa ou da América chegaram. A contribuição dos imigrantes aos assentamentos judeus naqueles anos foi muito importante e decisiva.
Esta grande onda de imigração iniciada em 1924, trouxe um rápido desenvolvimento urbano, principalmente em Tel Aviv, que conseguiu absorver uma quantidade considerável de imigrantes. Mas durante os anos 1926-1927 produziu-se uma nova crise econômica ao país, a mais difícil que houve durante o período do Mandato Britânico da Palestina, apesar de uma leve melhora da situação econômica entre os anos 1928 e 1929. Com o início da crise mundial de 1929, a crise na região voltou com maior intensidade. Neste período, cerca de 23.000 imigrantes decidiram abandonar o país.